# هرگز نمی‌زارم بری
هرگز نمی‌زارم بری (به انگلیسی: Never Let You Go) نام ترانه‌ای از آلبوم «دنیای من ۲.۰» اثر خوانندهٔ نوجوان کانادایی، جاستین بیبر، است. این ترانه در جدول ۱۰۰ اثر برتر بیلبورد رتبهٔ ۲۱ و در ۱۰۰ اثر برتر کانادا رتبهٔ ۱۴ را بدست آورد.
موزیک ویدئوی این ترانه پس از انتشارش، از طرف مجلهٔ ویکلی اینترتیمنت، «بسیار رومانتیک» اعلام شد. همچنین شبکهٔ ام‌تی‌وی نحوهٔ رقص‌های نمایش داده شده دراین موزیک ویدئو را تحسین کرد و گفت: «بیبر در حال ارتقای مهارت خود در رقص‌های مایکل جکسونی است».